# Piet van Kempen
Piet van Kempen, (Ooltgensplaat, Oostflakkee, 12 de dezembro de 1898 - Bruxelas, 5 de maio de 1985) foi um ciclista neerlandês, que destacou nas corridas de seis dias onde conseguiu 32 vitórias. Competiu profissionalmente durante mais de vinte anos.

## Palmarés
- 1916

 Campeão dos Países Baixos de velocidade amador
- 1921

1.º nos Seis dias de Nova York (com Oscar Egg)
- 1922

1.º nos Seis dias de Bruxelas (com Emile Aerts)
- 1923

1.º nos Seis dias de Paris (com Oscar Egg)
- 1924

1.º nos Seis dias de Nova York (com Reginald McNamara)
- 1925

 Campeão dos Países Baixos de velocidade
1.º nos Seis dias de Bruxelas (com Emile Aerts)
1.º nos Seis dias de Paris (com Alfred Beyl)
- 1926

1.º nos Seis dias de Bruxelas (com Klaas van Nek)
1.º nos Seis dias de Breslau (com Ernst Feja)
- 1927

1.º nos Seis dias de Berlim (com Maurice Dewolf)
- 1928

1.º nos Seis dias de Chicago (com Mike Rodak)
1.º nos Seis dias de Stuttgart (com Theo Frankenstein)
1.º nos Seis dias de Dortmund (com Maurice Dewolf)
- 1929

1.º nos Seis dias de Stuttgart (com Paul Buschenhagen)
- 1930

1.º nos Seis dias de Bruxelas (com Paul Buschenhagen)
1.º nos Seis dias de Breslau (com Paul Buschenhagen)
1.º nos Seis dias de Berlim (com Paul Buschenhagen)
1.º nos Seis dias de Saint-Étienne (com Francis Fauré)
1.º nos Seis dias de Montreal (com Joe Laporte)
- 1931

1.º nos Seis dias de Breslau (com Willy Rieger)
- 1932

1.º nos Seis dias de Paris (com Jan Pijnenburg)
1.º nos Seis dias de Dortmund (com Jan Pijnenburg)
1.º nos Seis dias de Amesterdão (com Jan Pijnenburg)
1.º nos Seis dias de Marselha (com Armand Blanchonnet)
- 1933

1.º nos Seis dias de Cleveland (com Jules Audy)
- 1934

1.º nos Seis dias de San Francisco (com Jack McCoy)
1.º nos Seis dias de Londres (com Sydney Cozens)
1.º nos Seis dias de Minneapolis (com Reggie Fielding e Heinz Vopel)
- 1935

1.º nos Seis dias de San Francisco (com James Corcoran)
1.º nos Seis dias de Kansas City (com William Peden)
- 1936

1.º nos Seis dias de Saint-Étienne (com Jean van Buggenhout)
- 1937

1.º nos Seis dias de Saint-Étienne (com Jean van Buggenhout)
1.º nos Seis dias de Londres (com Albert Buysse)